# Dubai World Championship
Het Dubai Wereldkampioenschap is het jaarlijks terugkerend golftoernooi dat het einde markeert van het golfseizoen van de Europese PGA Tour. Het toernooi wordt op de 'Earth'-baan van de Jumeirah Golf in Dubai gespeeld.
Deelnemers zijn de beste zestig van de Europese Tour van dat jaar, eventueel aangevuld met winnaars van toernooien van andere Tours die ook voor de Europese Tour meetellen.
Het prijzengeld voor 2011 bedraagt $ 7.500.000 waarvan de winnaar $1.500.000 krijgt. Tevens mag hij vijf jaar op de Europese Tour spelen.
De eerste editie was van 19 tot en met 22 november 2009. In dat jaar werd de Europese Order of Merit vervangen door de Race To Dubai.
In 2010 stonden voor het eerst twee Nederlandse spelers in de top 60 van de Race To Dubai: Robert-Jan Derksen en Joost Luiten. Zij eindigden in dit kampioenschap op respectievelijk de 11de en 26ste plaats, Derksen ging naar huis met ruim € 100,000 en Luiten met ruim € 50.000.
In oktober 2011 stond Luiten op de 41ste plaats van de Race To Dubai maar Derksen nog op de 75ste plaats. Luiten had zich geplaatst, maar het lukte Derksen niet meer om in de top-60 te komen.

## Winnaars
| Jaar                                            | Winnaar                                        | Score                                          | Score                                          | Info                                                         |
| Dubai World Championship presented by DP World  | Dubai World Championship presented by DP World | Dubai World Championship presented by DP World | Dubai World Championship presented by DP World | Dubai World Championship presented by DP World               |
| ----------------------------------------------- | ---------------------------------------------- | ---------------------------------------------- | ---------------------------------------------- | ------------------------------------------------------------ |
| 2009                                            | Lee Westwood                                   | 265                                            | -23                                            |                                                              |
| 2010                                            | Robert Karlsson                                | 274                                            | -14                                            | play-off tegen Ian Poulter                                   |
| 2011                                            | Alvaro Quiros                                  | 269                                            | -19                                            | won met eagle op de laatste hole                             |
| DP WORLD TOUR CHAMPIONSHIP, DUBAI               |                                                |                                                |                                                |                                                              |
| 2012                                            | Rory McIlroy                                   | 265                                            | -23                                            |                                                              |
| DUBAI WORLD CHAMPIONSHIP, presented by DP World |                                                |                                                |                                                |                                                              |
| 2013                                            | Henrik Stenson                                 | 263                                            | -25                                            | hij won tevens de Race To Dubai en de Shot of the Year Award |
| 2014                                            | Henrik Stenson                                 | 272                                            | -16                                            |                                                              |
| DP WORLD TOUR CHAMPIONSHIP, DUBAI               |                                                |                                                |                                                |                                                              |
| 2015                                            | 19-22 november                                 |                                                |                                                |                                                              |

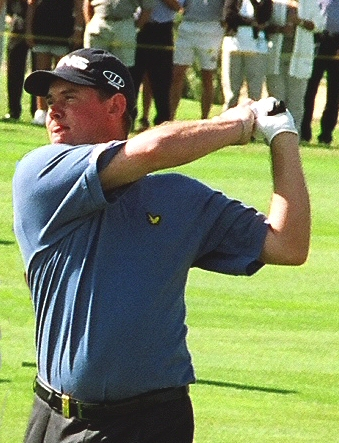
Lee Westwood, winnaar 2009
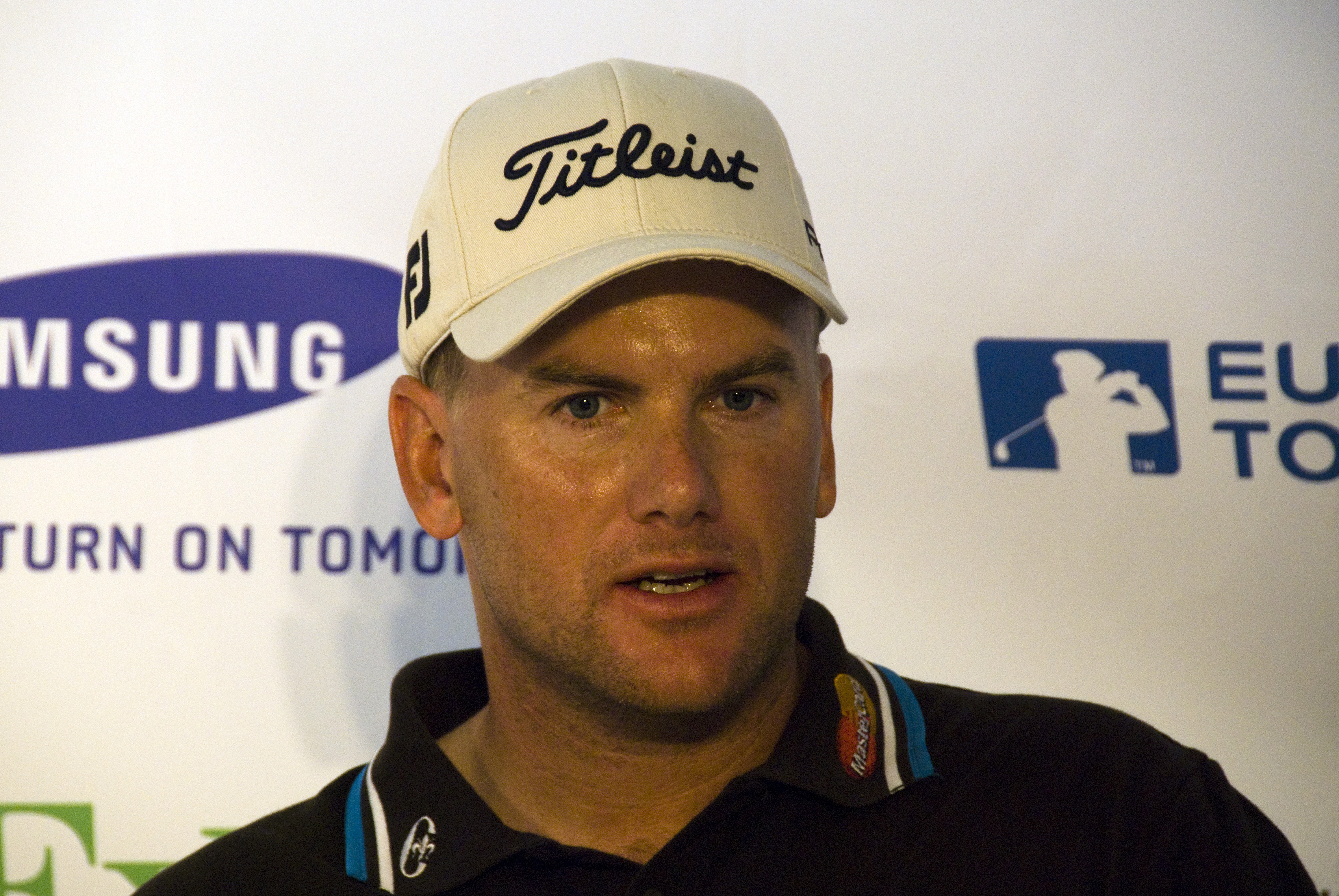
Robert Karlsson, winnaar 2010
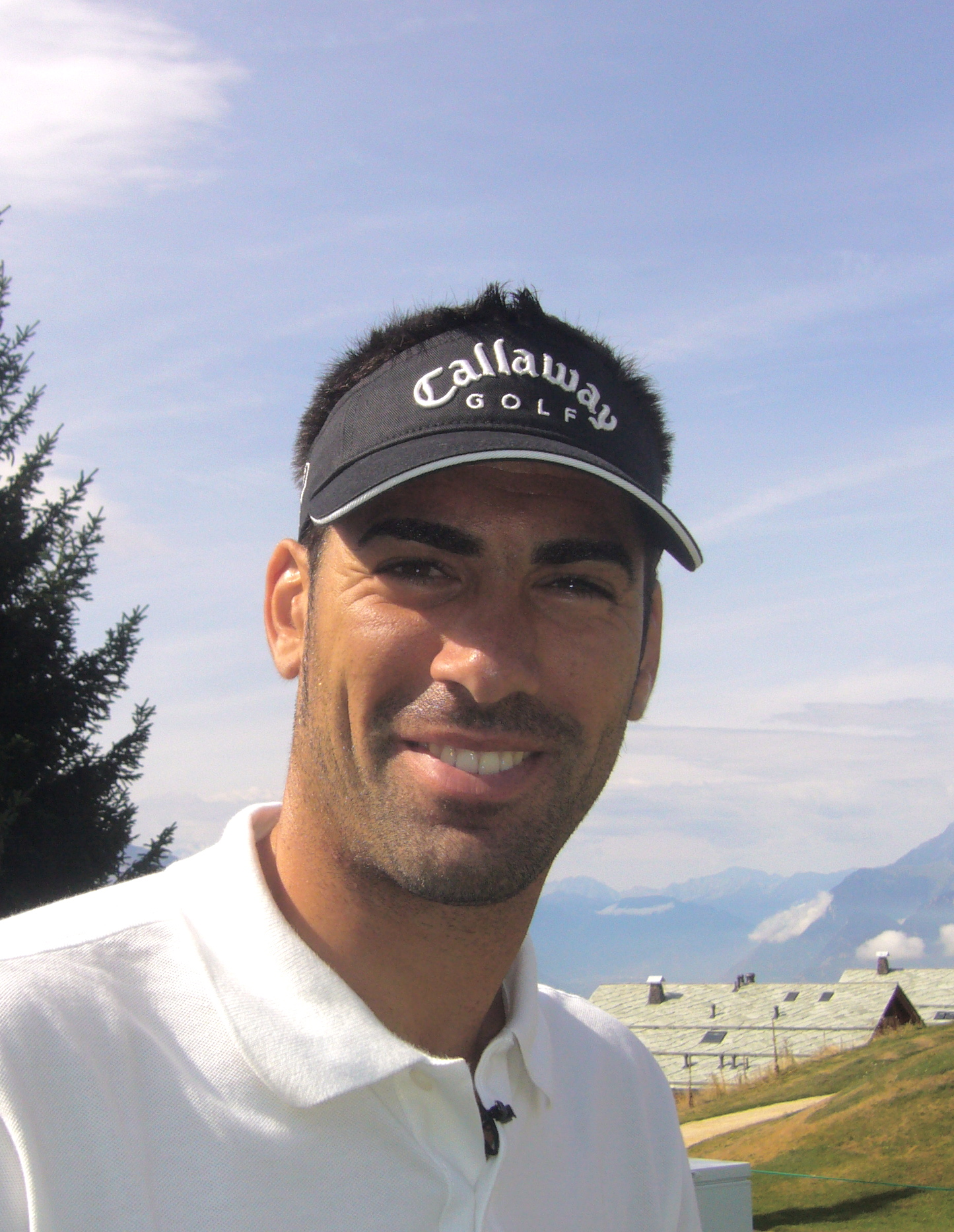
Alvaro Quiros, winnaar 2011
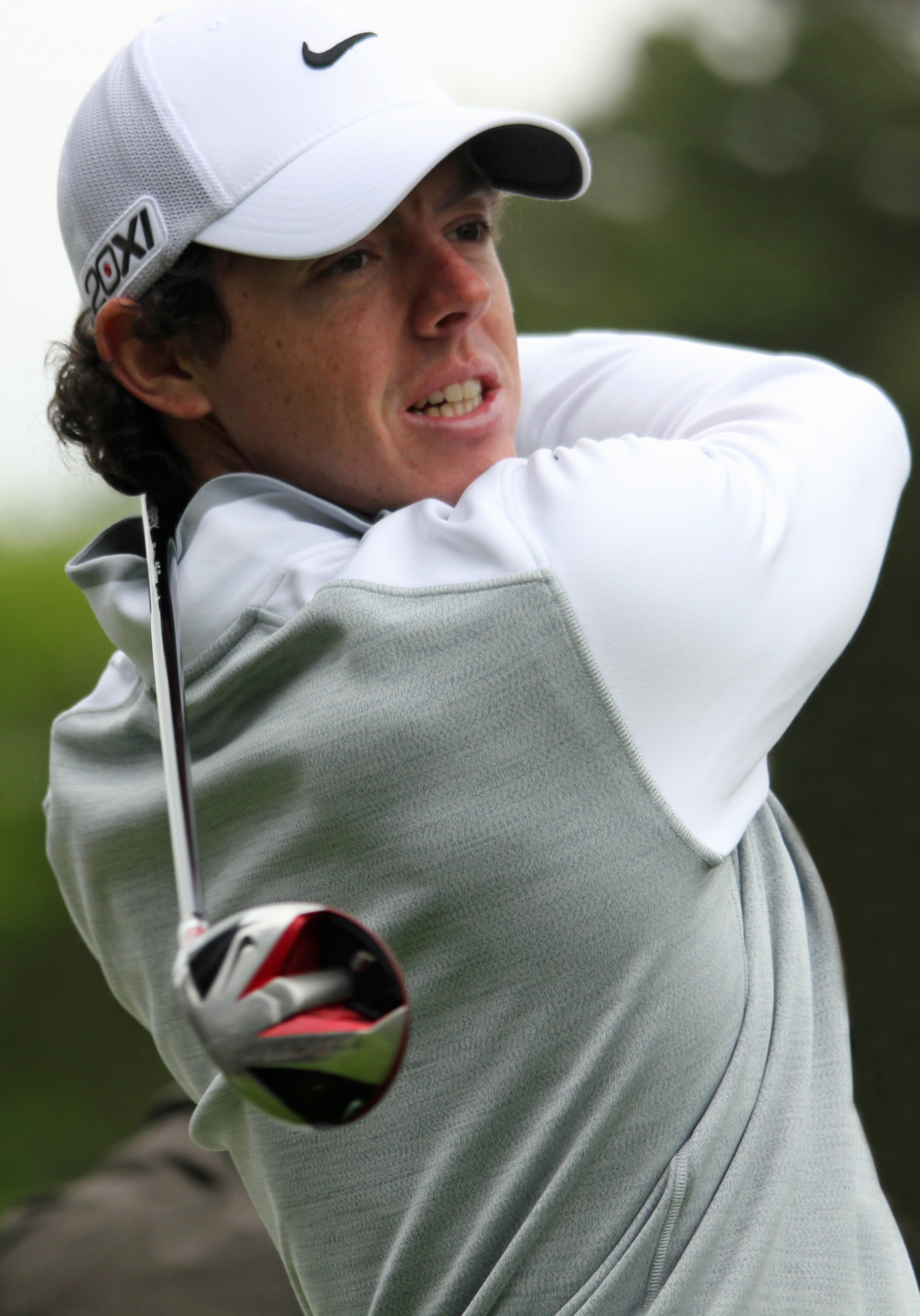
Rory McIlroy, winnaar 2012
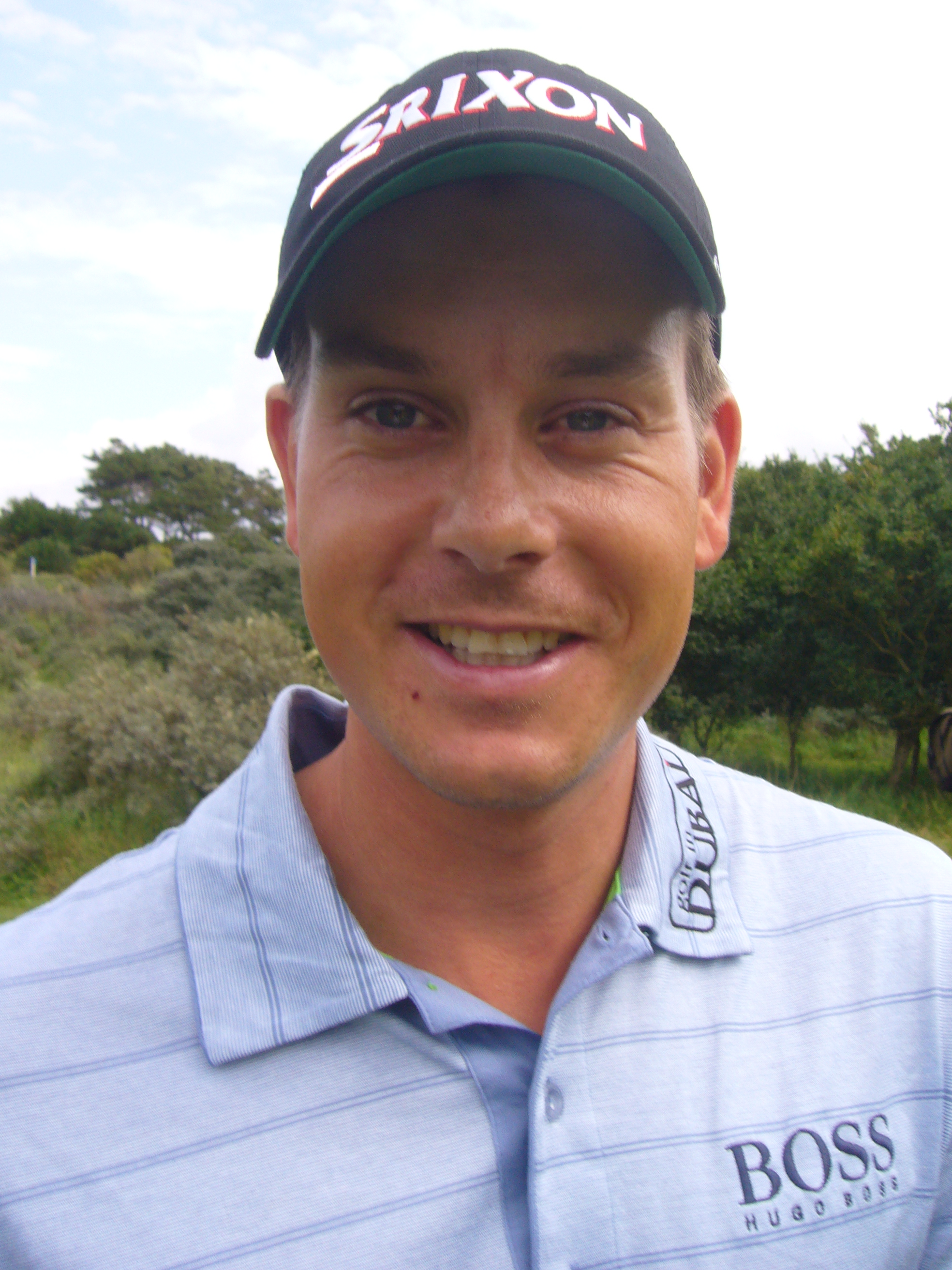
Henrik Stenson, winnaar 2013 en 2014

2009 · 2010 · 2011 · 2012 · 2013 · 2014
 Nedbank Golf Challenge ·
 Alfred Dunhill Championship ·
 South African Open ·
 Abu Dhabi Golf Championship ·
 Qatar Masters ·
 Dubai Desert Classic ·
 Malaysian Open ·
 Thailand Classic ·
 Indian Open ·
 Joburg Open ·
 WGC - Championship ·
 Africa Open ·
 Tshwane Open ·
 Madeira Island Open ·
 Trophée Hassan II ·
 The Masters · 
 Shenzhen International ·
 Volvo China Open ·
 WGC - Match Play Championship ·
 Mauritius Open ·
 Open de España ·
 BMW PGA Championship ·
 Irish Open ·
 Nordea Masters ·
 Lyoness Open ·
 US Open · 
 BMW International Open ·
 Open de France ·
 Scottish Open ·
 The Open Championship · 
 European Masters ·
 Paul Lawrie Matchplay ·
 WGC - Invitational ·
 US PGA Championship · 
 Made in Denmark ·
 Czech Masters ·
 Russian Open ·
 KLM Open ·
 Open d’Italia ·
 European Open ·
 Alfred Dunhill Links Championship ·
 World Match Play Championship ·
 Portugal Masters ·
 Hong Kong Open ·
 BMW Masters ·
 WGC - Champions ·
 Turks Open ·
 Dubai World Championship
EurAsia Cup · Ryder Cup · Seve Trophy · World Cup of Golf